# أرمك (تشهاردانغة)
أرمك (بالفارسية: ارمک) هي منطقة سكنية تقع في إيران في قسم تشهاردانغة الریفي. يقدر عدد سكانها بـ 118 نسمة بحسب إحصاء 2016.